# Trianectes bucephalus
Trianectes bucephalus is een straalvinnige vissensoort uit de familie van drievinslijmvissen (Tripterygiidae). De wetenschappelijke naam van de soort is voor het eerst geldig gepubliceerd in 1918 door McCulloch & Waite.